# Скакательный сустав
Скакательный сустав (заплюсневый) схож по строению с большой берцовой костью. Приводится в движение связками и мышцами от голеностопного сустава. У животных имеет большую роль в прыжках, он сгибается как пружина и со всей силы выбрасывает животное вверх и вперёд. Если смотреть на дорсальную (переднюю) поверхность можно отчётливо увидеть коллатеральную св. и дорсальную св. заплюсны. На латеральной (наружной) поверхности имеются:
коллатеральная латеральная св. и плантарная св. заплюсны.

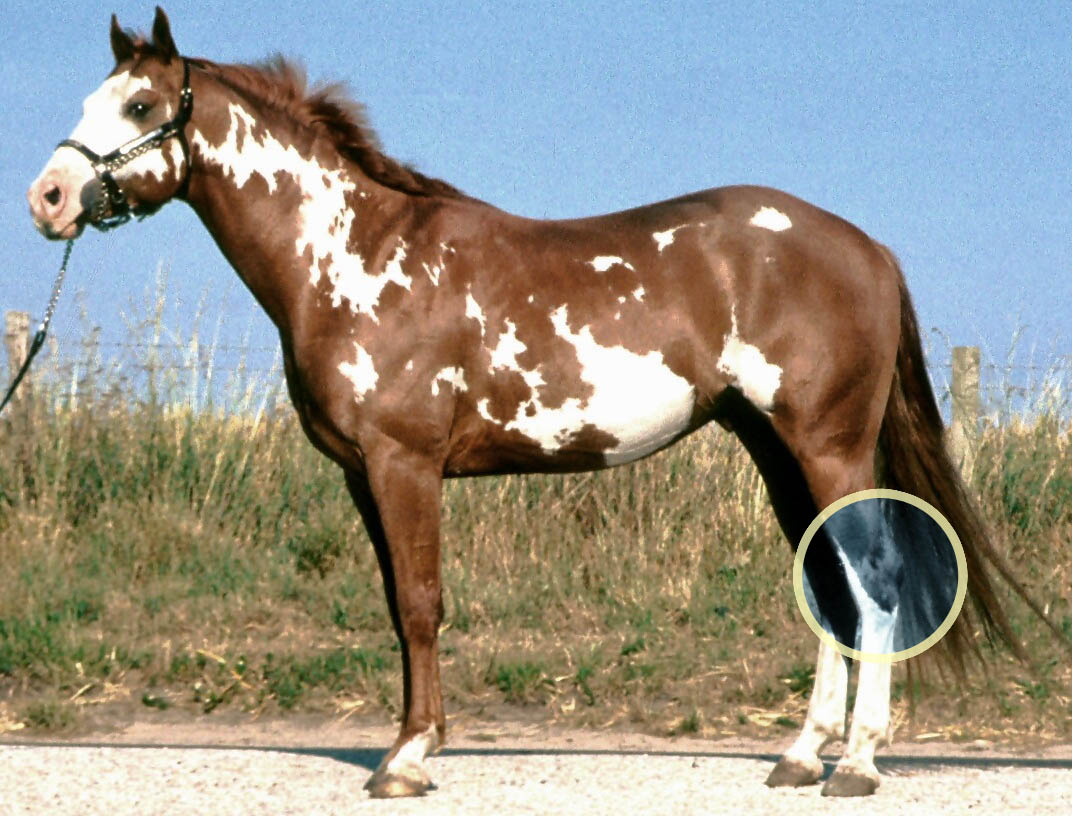
Расположение скакательного сустава у лошади.

## У животных

### У лошадей

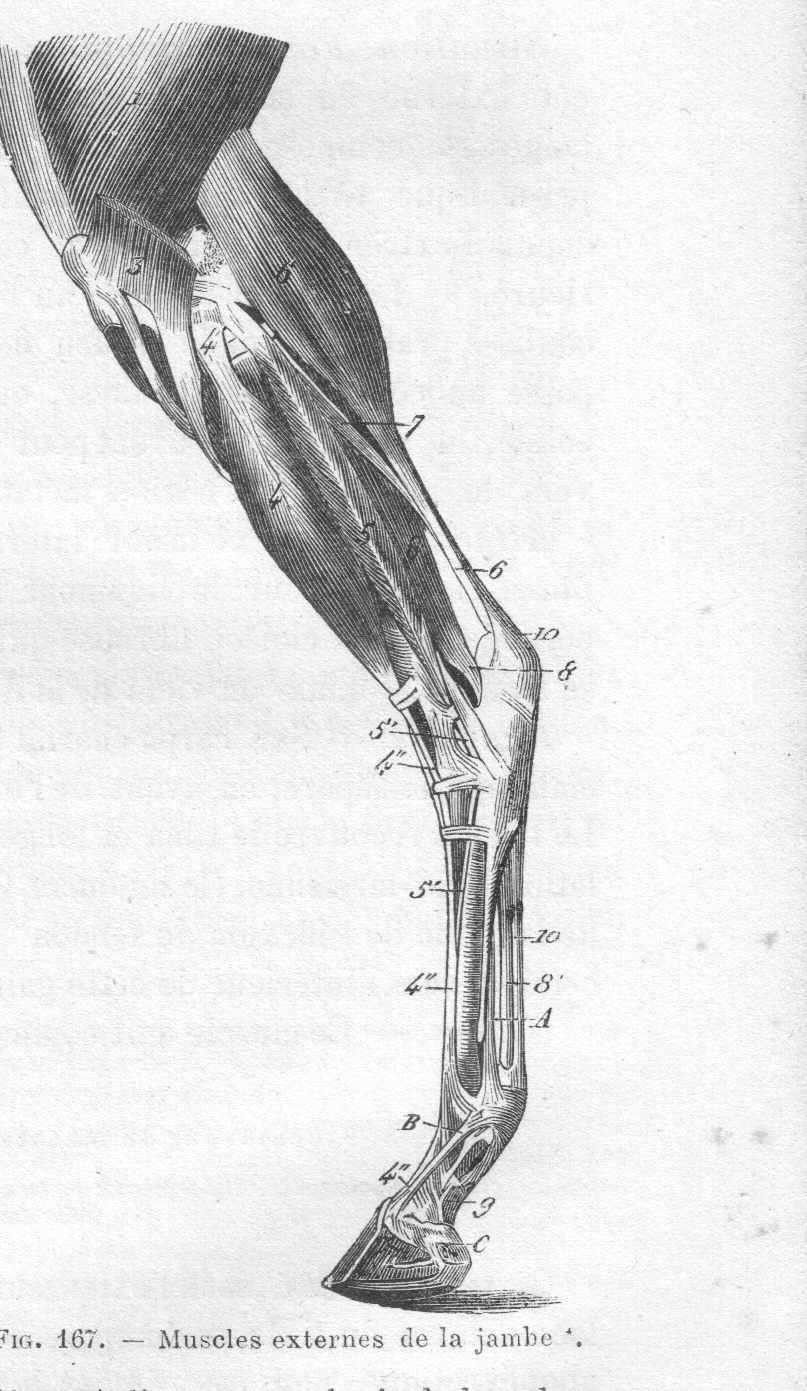
Скакательный сустав у лошади, рисунок.

Скакательный сустав особенно важен в анатомии лошади из-за большой нагрузки, которую он испытывает. К задней части скакательного сустава присоединяется ахиллово сухожилие.
Скакательный сустав переходит в плюсну, а та — в путовый сустав, путо, венчик и копыто.